# Oprollers
De oprollers (Glomeridae) vormen een familie van miljoenpoten binnen de orde Glomerida.

## Kenmerken
Deze dieren hebben een tamelijk breed lichaam, dat is samengesteld uit 13 segmenten. Dankzij deze aanpassing kunnen ze zich bij bedreiging tot een balletje oprollen. Volwassen dieren hebben meestal 15 paar poten. De kleine soorten hebben meestal saaie kleuren, terwijl de grote vaak wat bonter zijn. De lichaamslengte varieert van 0,2 tot 2 cm. Sommige soorten kunnen 7 jaar oud worden.

## Voortplanting
De eieren worden in aarde afgezet. De pas uitgekomen jongen worden geboren met slechts drie paar poten.

## Verspreiding en leefgebied
Deze familie komt voor in warme en koele streken op het noordelijk halfrond, in de grond en in grotten.

## Geslachten
De familie bevat de volgende geslachten:
- Apheromeris
- Apiomeris
- Armadillo
- Corsikomeris
- Dinoglomeris
- Epiromeris
- Euglomeris
- Eupeyerimhoffia
- Eurypleuromeris
- Geoglomeris
- Glomerellina
- Glomeris
- Glomeroides
- Gronovia
- Haploglomeris
- Hyleoglomeris

- Hyperglomeris
- Lamisca
- Loboglomeris
- Malayomeris
- Myrmecomeris
- Nesoglomeris
- Okeanomeris
- Onomeris
- Onychoglomeris
- Patriziomeris
- Peplomeris
- Perkeomeris
- Protoglomeris
- Rhopalomeris
- Rhyparomeris

- Schismaglomeris
- Sicilomeris
- Simplomeris
- Sonoromeris
- Spelaeoglomeris
- Speluncomeris
- Stenopleuromeris
- Strasseria
- Stygioglomeris
- Sundameris
- Trichoglomeris
- Trichomeris
- Trinacriomeris
- Xestoglomeris
- Zygethomeris